# Квазіпраліс Слобідського лісництва
Квазіпраліс Слобідського лісництва — пралісова пам'ятка природи місцевого значення. Об'єкт розташований на території Долинського району Івано-Франківської області, ДП «Вигодське лісове господарство», Слобідське лісництво, квартал 23, виділ 2.
Площа — 24 га, статус отриманий у 2020 році.